# Simulium aeneifacies
Simulium aeneifacies är en tvåvingeart som beskrevs av Edwards 1933. Simulium aeneifacies ingår i släktet Simulium och familjen knott.
Artens utbredningsområde är Sabah. Inga underarter finns listade i Catalogue of Life.